# Spirotheca
Spirotheca é um género botânico pertencente à família Malvaceae (Bombacaceae).

## Espécies
São aceitas apenas cinco:
- Spirotheca awadendron Fern. Alonso, 2001
- Spirotheca mahechae Fern. Alonso, 2001
- Spirotheca michaeli Cuatrec., 1954
- Spirotheca rivieri (Decne.) Ulbr., 1914: paineira-amarela
- Spirotheca rosea (Seem.) P.E. Gibbs & W.S. Alverson, 2006